# Джерри Либер и Майк Столлер
Джером «Джерри» Либер (англ. Jerome «Jerry» Leiber), (25 апреля 1933 — 22 августа 2011) и Майкл «Майк» Столлер (англ. Michael «Mike» Stoller), (род. 13 марта 1933) — авторский дуэт Джерри Либера и Майка Столлера, один из наиболее известных и успешных в истории популярной музыки 1950-х и 1960-х годов.
Между 1952 и 1969 годами дуэтом было написано и опубликовано более 100 песен, часть из которых было записано Элвисом Пресли. Либер и Столлер сделали очень многое: они написали множество великолепных песен, в том числе классических рок-н-роллов; они стали первыми независимыми продюсерами в истории рока; они сделали роль продюсера аналогичной роли режиссёра в кино. Они привлекли в поп чернокожих исполнителей и проложили им дорогу в хит-парады. Виртуозно сочетая ритм-энд-блюз с попом, они создали самые памятные хиты того времени. Джерри Лейбер и Майк Столлер писали для молодёжи. Произведения их исполнялись различными группами и солистами: The Coasters, The Drifters, The Righteous Brothers и Элвисом Пресли.
Особый успех Джерри Либер и Майк Столлер завоевали благодаря сочинению песен. Наиболее успешными стали хиты, написанные в жанре неоклассического кроссовера («Hound Dog» и «Kansas City»). Среди написанных ими песен такие известные хиты, как «Jailhouse Rock», «Loving You», «Love Me», «Treat Me Nice», «Don’t», «(You’re So Square) Baby, I Don’t Care», «Bossa Nova Baby», «Santa Claus Is Back in Town», «She’s Not You» и «Trouble», большинство из которых получили широкую известность в исполнении Элвиса Пресли. Музыкант записал более 20 песен написанных Либером/Столлером. Для группы «The Coasters» они написали двадцать четыре песни, имевшие успех в национальных хит-парадах.
Имена Джерри Либера и Майка Столлера были внесены в Зал славы композиторов в 1985 году и Зал славы рок-н-ролла в 1987. В настоящее время Столлер живёт и работает в Лос-Анджелесе. Либер умер 22 августа 2011 года.

## История дуэта

### Ранние годы
Джерри Либер родился в США, штат Балтимор 25 апреля 1933 года; Майк Столлер в Лонг-Айленде 13 марта того же года. Оба выходцы из еврейских семей. Впервые встретились в Лос-Анджелесе в 1950 году. В те годы Майк Столлер был студентом-первокурсником Городского университета Лос-Анджелеса, а Джерри выпускником Средней школе Фэйерфакс. Своё среднее образование Столлер получил в средней школе Бельмонт. После её окончания, играл на фортепьяно, подрабатывая в магазине звукозаписей. Компаньонские отношения Джерри Либера и Майка Столлера начались в 1950 году, когда обоим было 17 лет. Молодые люди питали огромную страсть к музыке блюза, и этот общий интерес серьёзно сплотило их. К 20 годам песни Либера и Столлера уже записывали такие востребованные музыканты, как Джимми Витэрспун, Литл Эстер, Чарльз Браун, Литл Вилли Литтлфилд и Рэй Чарльз. Первая коммерческая песня, написанная молодыми сочинителями, была записана в 1950 году Джимми Витэрспуном. Песня называлась «Real Ugly Woman» (русск. По-настоящему уродливая женщина). За ней последовал другой хит «Hard Times» (рус. Тяжёлые времена), которую записал известный блюзовый исполнитель Чарльз Браун. Песня в исполнении Брауна стала хитом уже в 1952 году. Другая песня, написанная в тандеме Либера/Столлера — «Kansas City» была также записана в 1952 году Литл Вилли Литлфилдом. Однако, статус хита она приобрела лишь в 1959 году, когда песню записал Уилберт Харрисон. В 1952 году Лейбер и Столлер написали свой самый известный и коммерчески успешный хит «Hound Dog». Первой исполнительницей была чернокожая певица Вилли Мэй Торнтон по прозвищу «Биг Мама», трактовавшая песню в традиционной церковновной манере. Песня моментально взлетела на вершину ритм-энд-блюзового хит-парада и оставалась там семь недель. Однако большую популярность «Hound Dog» завоевала в 1956 году, когда её исполнил молодой музыкант Элвис Пресли. Песня стала классикой рок-н-ролла и была названа величайшей песней всех времён. Джерри Либер и Майк Столлер сочиняли песни на протяжении почти шестидесяти лет, создавая неувядаемую классику во множестве музыкальных жанров, среди которых ритм-энд-блюз, поп-музыка, джаз, кабаре и рок-н-ролл.
Они являются основателями лейбла «Spark Records» в 1953 году, открытый при участии Лестера Силла. В этот период композиторы написали такие песни, как «Smokey Joe’s Cafe» и «Riot in Cell Block #9», обе из которых записали группа «The Robins». Однако, большее влияние Либер и Столлер оказали на другую группу — «The Coasters», впоследствии имевшую ошеломительную популярность. Своей способностью с юмором излагать молодёжные проблемы в сплаве с рок-битом, они походили на Чака Берри. Их первой удачей были «Young Blood»/«Searchin’» (русск. «Молодая Кровь»/«Поиски»), которые заняли в «Billboard Hot 100» соответственно #8 и #3. Затем, после более скромного хита «Idol with the Golden Head» (русск. «Золотоглавый Идол»), они снова набрали форму, выпустив абсолютно вдохновенный номер «Yakety Yak» (русск. «Пилежка»). Песня нашла живой отклик в сердцах тинейджеров, и они закупили её в таком количестве, что она поднялась на первое место.
Позже лейбл был перекуплен «Atlantic Records», предложивших Либеру и Столлеру инновационную сделку, согласно которой композиторы получили продюсерские права и возможность сотрудничать с другими лейблами. В действительности, это сделало их первыми независимыми продюсерами в истории музыки. На «Atlantic Records» они возродили карьеру группы «The Drifters». Возникли они в 1955 году в качестве аккомпанирующей группы известного певца Клайда Макфаттера и играли тогда жестокий блюз. Но в 1957 году группа распалась. Известность же группы, а следовательно и её коммерческий потенциал, были всё ещё велики. Один из самых влиятельных людей в бизнесе грамзаписи Джерри Векслер собрал новый состав, пригласил из ансамбля «The Crowns» ведущего певца Бена Е. Кинга и передал новую команду на обработку Либеру и Столлеру. Впрочем, они мало писали для новых Drifters, поскольку под их руководством ансамбль приобрёл романтическое, весьма утончённое звучание, и остроумные, подчас язвительные тексты Джерри Либера не подходили под этот стиль. В этот период композиторы создали такие популярные хиты, как «Charlie Brown», «Searchin’», «Yakety Yak», «Stand by Me» (написана в соавторстве с Беном Кингом) и «On Broadway» (написана в соавторстве с Барри Манн и Синтией Велл). Песни исполнили многие музыканты.
В 1955 году Либер и Столлер продюсировали свою песню — «Black Denim Trousers and Motorcycle Boots», записанную белой вокальной группой — «The Cheers». Вскоре, песню записала известная певица Эдит Пиаф, благодаря чему имена авторов композиции сразу же привлекли внимание публики. Во французском переводе песня стала называться «L’Homme à la Moto». Авторский гонорар, полученный от песни «Bazoom (I Need Your Lovin')» группы «The Cheers» финансировал поездку Майка Столлера и его первой жены, Мерил в Европу, во время которой супруги встретили Пиаф. Поездка состоялась в 1956 году. Это значительно повысило реноме начинающих композиторов. После возвращения из Европы, Джерри встретил Майка с радостными известиями, сообщив, что написанная ими песня «Hound Dog» стала хитом Элвиса Пресли. На что Столлер спросил: «Кто такой Элвис?».

### После 1950-х
В начале 1960-х, Фил Спектор проходил практику у Либера и Столлера в Нью-Йорке, развивая навыки сочинительства и продюсерства. Спектор также принял участие в звукозаписывающей сессии песни «On Broadway», исполнил партию на гитаре. Пройдённая практика оказала большое влияние на сочинительскую деятельность Спектора. Написанные им песни стали популярными, и зрительский интерес к Спектору возрос. После того, как композиторы покинули лейбл «Atlantic Records», где они долгое время работали продюсерами и написали большую часть классических песен для Бена Кинга и группы «The Drifters», они всецело посвятили себя сочинительской деятельности, создав рекордное число записей для студии «United Artists Records». Они также продолжили и продюсерскую деятельность. В те годы, они продюсировали влиятельные хиты таких групп, как «Jay and the Americans» («She Cried»), «The Exciters» («Tell Him») и «The Clovers» («Love Potion#9», также написанная Либером и Столлером).
В 1960-е Либер и Столлер основали лейбл «Red Bird Records», под которым были выпущены такие песни, как — «Leader of the Pack» группы «The Shangri-Las» и «Chapel of Love» группы «The Dixie Cups» (продюсерский проект Фила Спектора). После продажи «Red Bird Records» они продолжали работать независимыми продюсерами и писать песни. Их самая известная песня с этого периода — «Is That All There Is?», запись которой впервые сделала известная джазовая певица Пегги Ли в 1969. Десятилетием ранее, Пегги Ли записывала песню Либера/Столлера «I'm a Woman», но композиция не имела заметного успеха. В 1975 году они продюсировали новый альбом певицы — «Mirrors», в который вошли романсы. Переизданная и расширенная версия этого альбома была выпущена в 2005 году под названием — «Peggy Lee Sings Leiber & Stoller».
В конце 1970-х, лейбл «A&M» предложили Либеру и Столлеру сотрудничество. написать песни и продюсировать альбом молодой британской певицы — Элкай Брукс. Альбом «Two Days Away» (1977) имел огромный успех в Великобритании и странах Европы. Композиция «Pearl's A Singer» (написанная в соавторстве с Ральфом Дино и Джоном Сембелло) стал «визитной карточкой» в творчестве Брукс, оставаясь таковой и по сей день. Сотрудничество оказалось столь успешным, что спустя несколько лет, в 1979 году они продюсировали другой альбом певицы — «Live and Learn».
Джоан Моррис, обладающая голосом меццо-сопрано, и её муж, композитор и пианист Уильям Болком сделали запись альбома «Other Songs by Leiber and Stoller». В альбом вошли как сатирические песни, так и песни, ранее неизвестные зрительской аудитории («Let’s Bring Back World War I», написанную специально для супругов и «Humphrey Bogart» — насмешливо-ироническая песня о навязчивой идеи с актёром).
В 1982 году Дональд Фэджен записал кавер-версию песни «Ruby Baby», вошедшую в альбом — «The Nightfly».
Вместе с соавтором Арти Батлером, Столлер написал музыку к новому музыкальному мюзиклу — «Laughing Matters» автора Айрис Рэйнер Дарта. Премьера мюзикла состоялась в Театре Пасадены в Калифорнии и проходила в период с 16 октября по 22 ноября 2009 года.

## Награды и номинации
Лейбер/Столлер были удостоены престижной музыкальной премии «Грэмми» за песню «Is That All There Is?». Песня известна слушателям в исполнении Пегги Ли, записавшей её в ноябре 1969 года. Альбом «Smokey Joe’s Cafe», включивший 39 песен из одноимённого бродвейского мюзикла 1995 года, большинство из которых написали Либер и Столлер, получил премию «Грэмми» в номинации «Лучший альбом — музыкальное шоу». Альбом также номинировался на семь премий «Тони» и на сегодняшний день является самым продолжительным музыкальным ревю в бродвейской истории. Ранее Либер и Столлер написали сценарий для мюзикла по мотивам книги «Ученичество Дадди Крэвица» Мордекая Ричлера. Мюзикл потерпел неудачу на родине писателя, в Канаде.
15 октября 2005 года на 32-м Международном кинофестивале, проходящем во Фландрии, Джерри Либер и Майк Столлер были удостоены премии Всемирной академии саундтреков.
Джерри Либеру и Майку Столлеру принадлежит звезда на голливудской «Аллее славы» за вклад в индустрию звукозаписи. Адрес её местоположения: 7083 Hollywood Blvd.

## Наследие
Либер и Столлер оказали большое влияние на современную поп-музыку, терпящую изменения в 1957 году. Коренные изменения, которые внесли Либер и Столлер начались после выпуска «двухстороннего хита» группы «The Coasters» — «Young Blood»/«Searchin'». В дальнейшем эпоху коренных изменений в поп-музыке продолжили песни «Along Came Jones», «Poison Ivy», «Shoppin' for Clothes» и «Little Egypt (Ying-Yang)».

Они также выступили продюсерами и соавторами популярного хита «The Drifters» — «There Goes My Baby», выпущенного в 1959 году. Песня была внесена в список «500 величайших песен всех времён по версии журнала Rolling Stone». В композиции присутствуют струнные инструменты и весьма необычный бит. Майк Столлер объяснял это так: 

«И Джерри, и мне нравился бразильский ритм байон… Его обычно играют на тамбурине, но у нас не было мастера игры на тамбурине, и мы поручили это барабанщику… Это была первая ритм-энд-блюзовая пластинка со струнными — претенциозная аранжировка в духе Римского-Корсакова/Бородина».

Тщательный подход к написанию песен и высокий творческий потенциал Либера и Столлера оказали большое влияние на сочинителей рок-н-ролльных песен 1960-х годов. В их числе: Джерри Гоффин и Кэрол Кинг, неизменные авторы «Motown Records». Джон Леннон и Пол Маккартни неоднократно отмечали оказанное влияние Либера и Столлера на развитие собственного сочинительства.

## Список избранных песен
| Год  | Песня                                  |
| ---- | -------------------------------------- |
| 1952 | «Kansas City»                          |
| 1953 | «Hound Dog»                            |
| 1954 | «Love Me»                              |
| 1955 | «Ruby Baby»                            |
| 1957 | «Falling»                              |
| 1957 | «Fools Fall in Love»                   |
| 1957 | «Jailhouse Rock»                       |
| 1957 | «Loving You»                           |
| 1957 | «Lucky Lips»                           |
| 1957 | «Searchin’»                            |
| 1957 | «Treat Me Nice»                        |
| 1958 | «Young Blood»                          |
| 1958 | «(You’re So Square) Baby I Don’t Care» |
| 1958 | «Don’t»                                |
| 1958 | «King Creole»                          |
| 1959 | «Trouble»                              |
| 1959 | «Yakety Yak»                           |
| 1959 | «Baby, That Is Rock and Roll»          |
| 1959 | «Charlie Brown»                        |
| 1959 | «Dance with Me»                        |
| 1959 | «I’m a Hog for You»                    |
| 1959 | «Love Potion No. 9»                    |
| 1959 | «Poison Ivy»                           |
| 1959 | «Stay a While»                         |
| 1960 | «There Goes My Baby»                   |
| 1960 | «Shoppin' for Clothes»                 |
| 1961 | «Spanish Harlem»                       |
| 1961 | «Don Juan»                             |
| 1961 | «Keep on Rollin’»                      |
| 1961 | «Little Egypt»                         |
| 1961 | «Saved»                                |
| 1961 | «Stand by Me»                          |
| 1961 | «Teach Me How to Shimmy»               |
| 1961 | «You’re the Boss»                      |
| 1961 | «I Keep Forgettin'» (1962)             |
| 1962 | «I'm a Woman»                          |
| 1962 | «On Broadway»                          |
| 1963 | «I (Who Have Nothing)»                 |
| 1968 | «D.W. Washburn»                        |
| 1968 | «Some Cats Now»                        |
| 1973 | «Very Rare»                            |
| 1974 | «Neighbourhood»                        |
| 1974 | «Pearl’s a Singer»                     |
| 1986 | «The Girls I Never Kissed»             |